# The Moan
The Moan är en EP av den amerikanska bluesrockduon The Black Keys, utgiven 2004. Det var deras tredje utgåva totalt och deras andra på skivbolaget Alive Records, som även givit ut debutalbumet The Big Come Up.
Utöver titelspåret innehåller skivan en alternativ version av "Heavy Soul", ursprungligen från The Big Come Up, samt covers på The Stooges "No Fun" och Richard Berrys "Have Love, Will Travel", av vilka den senare även finns med på deras andra album Thickfreakness.

## Låtlista
1. "The Moan" (Dan Auerbach/Patrick Carney) - 3:45
2. "Heavy Soul" (Dan Auerbach/Patrick Carney) - 2:36
3. "No Fun" (The Stooges) - 2:32
4. "Have Love, Will Travel" (Richard Berry) - 2:33